# Udall (Kansas)
Udall – miasto położone w hrabstwie Cowley.